# Ammobaenetes arenicolus
Ammobaenetes arenicolus är en insektsart som först beskrevs av Strohecker 1947.  Ammobaenetes arenicolus ingår i släktet Ammobaenetes och familjen grottvårtbitare. Inga underarter finns listade i Catalogue of Life.